# Pirttijärvi (sjö i Finland, Lappland, lat 66,93, long 25,72)
Pirttijärvi är en sjö i Finland. Den ligger i kommunen Rovaniemi i landskapet Lappland, i den norra delen av landet, 800 km norr om huvudstaden Helsingfors. Pirttijärvi ligger 183 meter över havet. Arean är 31,1 hektar och strandlinjen är 3,96 kilometer lång. Sjön  ingår i Kemi älvs huvudavrinningsområde. 